# Bitka pri Odrinu (324)
Bitka pri Odrinu med cesarjema Konstantinom I. in Licinijem I. je potekala 3. julija 324. Licinij je bil v bitki težko poražen in utrpel velike izgube. Zmaga je Konstantinu dala vojaški zagon. Zmagal je v vseh kasnejših  bitkah na kopnem in morju, kar je na koncu pripeljalo do dokončnega Licinijevega poraza v bitki pri Krizopolisu.

## Ozadje
Konstantin je v prejšnji vojni (leta 316) porazil Licinija v bitki pri Cibalah in osvojil cel Balkanski polotok, razen Trakije. Cesarja sta sklenila mirovni sporazum, odnosi med njima pa so ostali napeti. Konstantin je bil leta 324 pripravljen obnoviti konflikt. Ko je njegova vojska med preganjanjem vizigotskih ali morda sarmatskih vdiralcev na rimsko ozemlje prešla na Licinijevo ozemlje, je nastala priložnost za nadaljevanje vojne.  Licinijeva reakcija na Konstantinov vpad je bila odkrito sovražna, zaradi česar je Konstantin prešel v ofenzivo in silovito vdrl v Trakijo. Njegova vojska je bila manjša od Licinijeve, vendar je imela veliko v bitkah prekaljenih veteranov in  najkvalitetnejših rekrutov iz ilirskih provinc.

## Bitka
Licinij se je s svojo vojsko utaboril na dobrem položaju zahodno od Odrina in severno od reke Hebrus. Konstantin je prišel v Odrin iz Soluna in se utaboril na nasprotnem bregu reke. Licinij je vojake razporedil v obrambno črto med vzpetino nad mestom in sotočjem Hebrusa in njegovega pritoka, dolgo 200 stadijev (okoli 400 metrov). Vojski sta ostali na svojih položajih nekaj dni. Bitko je začel Konstantin s prečenjem reke in napadom na dobro pripravljene nasprotnikove položaje z veliko večjim številom vojakov.
Konstantin je za prehod reke uporabil zvijačo. Za prehod je izbral zožen del reke, poraščen z gozdom, gradivo za gradnjo mostu in vrvi pa je zbral na oddaljenem, a vidnem mestu. Nasprotnik je sklepal, da bo napadel prav tam. Na gozdnatem pobočju je zbral 5.000 lokostrelcev pešakov in  s konjenico prečkal reko in popolnoma presenetil nasprotnika. Na istem mestu je nato preko reke odšla tudi preostala vojska. Licinij se je umaknil na višje obrambne položaje. Iniciativo je ponovno prevzel Konstantin in ponovno uspešno napadel. Dogodke, ki so sledili, je Zosim opisal kot "velik pokol". Po njegovem pisanju je imela Licinijeva vojska 34.000 mrtvih. Sodobni zgodovinarji menijo, da je številka pretirana.
Med napadom je Konstantin ukazal straži svojega krščanskega praporja, labaruma, naj se s praporom premakne na tisti del bojišča, kjer se je zdelo, da njegove čete omahujejo. Pogled na ta krščanski simbol je opogumil njegove vojake in zgrozil Licinijeve. Konstantim, ki je bil v bitki laže ranjen v stegno, je ob sončnem zahodu ustavil svoj napad. Tema je Liciniju in ostankom njegovih sil omogočila, da so se umaknili v Konstantinopel pod zaščito njegovega ladjevja.
Bitka pri Odrinu je bila ena največjih bitk v 4. stoletju. Zosim piše, da je Konstantin osebno vodil napad konjenice, ki je zlomil Licinijevo obrambo. K uspehu je pripomogel tudi njegov osebni pogum. Drugi sodobni viri pripisujejo zmago disciplini njegovih vojakov in felicitas - sreči.

## Posledice
Po bitki pri Odrinu je začel Konstantin oblegati Bizanc. V tej fazi vojne  je za oba cesarja postal izjemno pomemben nadzor nad ožino, ki ločujejo Trakijo in Anatolijo. Konstantinovemu ladjevju v boju z večjim Licinijevim ladjevjem je poveljeval Konstantinov sin Krisp. Po Krispovi pomorski zmagi v bitki v Helespontu je Konstantin s svojo vojsko odšel v Bitinijo, kjer se je v bitki pri Krizopolu na azijski obali Bosporja še zadnjič spopadel  z Licinijem in zmagal.
Konstantin je sprva popustil prošnjam svoje sestre in prihranil življenje svojemu svaku, nekaj mesecev pozneje pa je ukazal njegovo usmrtitev in s tem prelomil svojo slovesno prisego. To se je zgodilo, ker je bil Licinij osumljen izdaje, in poveljstvo vojske je zahtevalo njegovo usmrtitev. Leto pozneje je postal žrtev cesarjeve jeze oziroma sumničenj tudi Konstantinov nečak Licinij II. Leta 326 je bil usmrčen, njegovo ime pa je bilo izbrisano iz uradnih napisov. Konstantin je postal prvi vladar celega rimskega sveta, odkar je Dioklecijan leta 286 povzdignil Maksimijana v socesarja.

### Primarni viri
- Eutropius (1993). The Breviarum Ab Urbe Condita of Eutropius: The Right Honourable Secretary of State for General Petitions. Prevod: Bird, H. W. Liverpool University Press. str. 155. ISBN 9780853232087. Pridobljeno 1. julija 2018.
- Zosimus, Historia nova, English translation: R.T. Ridley, Zosimus: New History, Byzantina Australiensia 2, Canberra (1982).
  - 1814 English translation at Wikisource

### Secondary sources
- Dunstan, W.E. (2010) Rome, Rowman & Littlefield Publishers, Lanham MD. ISBN 9780742568341
- Grant, Michael (1993), The Emperor Constantine, London. ISBN 0-7538-0528-6
- Lieu, S.N.C and Montserrat, D. (Ed.s) (1996), From Constantine to Julian, London. ISBN 0-415-09336-8
- Pears, E. (1909) "The Campaign against Paganism A. D. 324", The English Historical Review, Vol. 24, No. 93 (januar 1909), pp. 1–17
- Odahl, C.M., (2004) Constantine and the Christian Empire, Routledge 2004. ISBN 0-415-17485-6
- Stephenson, P. (2009) Constantine: Unconquered Emperor, Christian Victor, Quercus, London. ISBN 9781849160025
- Syvanne, I. (2015) Military History of Late Rome 284–361 Pen and Sword, Barnsley Yorks.